# Vâlcea (Fehér megye)
Vâlcea falu Romániában, Erdélyben, Fehér megyében. Közigazgatásilag Bucsony községhez tartozik.

## Fekvése
Bucsony közelében fekvő település.

## Története
Vâlcea korábban Bucsony része volt, 1956 körül vált külön 84 lakossal.
1966-ban 44, 1977-ben 42, 1992-ben 45, 2002-ben pedig 38 román lakosa volt.